# 続・社長繁盛記
『続・社長繁盛記』（ぞく しゃちょうはんじょうき）は、1968年2月24日に東宝系で公開された日本映画。カラー。シネマスコープ。

## 概要
『社長シリーズ』第29作。地方ロケは前作同様、名古屋～明治村～高松。
なお、黒沢年男（現：年雄）・酒井和歌子・谷啓の3人は本作をもってシリーズを降板した。このうち黒沢と酒井は、1971年に公開された小林桂樹主演の傍流作品『昭和ひとけた社長対ふたけた社員』2部作（監督：石田勝心）で復帰する。

## スタッフ
- 製作：藤本真澄
- 脚本：笠原良三
- 監督：松林宗恵
- 撮影：長谷川清
- 録音：西川善男
- 照明：石井長四郎
- 撮影：上田寛
- 音楽：宮川泰
- 編集：岩下広一
- 助監督：坂野義光
- 協賛：名古屋鉄道、香川県、高松市、奥道後国際観光

## 出演者
- 高山圭太郎：森繁久彌
- 高山厚子：久慈あさみ
- 高山典子：松本めぐみ
- 高山照子：池戸良子
- 有賀勉：加東大介
- 本庄健一：小林桂樹
- 本庄夏代：司葉子
- 本庄和男：宮岡裕之
- 本庄まつの：英百合子
- 赤間仙吉：谷啓（ハナ肇とクレージーキャッツ）
- 范平漢：小沢昭一
- 田中徹：黒沢年男
- 柿島伝之助：宮口精二
- 柿島勝子：三條利喜江
- 中山めぐみ：酒井和歌子
- 中山はるみ：岡田可愛
- 秋子：浜木綿子
- 江尻庄吉：河津清三郎
- 江尻修：桐野洋雄
- 藤川社長：中村伸郎
- 小花：沢井桂子
- 守衛：佐田豊
- 記録員A：勝部義夫
- 記録員B：権藤幸夫
- とき子：浦山珠実
- ボーイ：堺左千夫
- 幹部社員：石田茂樹

## 同時上映
『藪の中の黒猫』
- 脚本・監督：新藤兼人／主演：中村吉右衛門／近代映画協会・日本映画新社作品